# 241363 Érdibálint
(241363) Érdibálint, denumire internațională (241363) Erdibalint, este un asteroid din centura principală de asteroizi.

## Descriere
241363 Érdibálint este un asteroid din centura principală de asteroizi. A fost descoperit pe 19 decembrie 2007 la Piszkesteto de Krisztián Sárneczky. Asteroidul prezintă o orbită caracterizată de o semiaxă mare de 3,18 ua, o excentricitate de 0,13 și o înclinație de 23,3° în raport cu ecliptica.